# Клари (балет)
«Клари́, или Обещание женитьбы» (фр. Clari ou la promesse de mariage) — трёхактный балет-пантомима балетмейстера Луи Милона на музыку Родольфа Крейцера. Премьера спектакля в оформлении Пьера Сисери с костюмами Огюста-Симеона Гарнре состоялась 19 июня 1820 года в парижской Опере (в то время — Королевская академия музыки), на сцене первого театра Фавар. Главные партии исполняли Эмилия Биготтини (Клари) и Альбер (герцог Мевилла). Па-де-труа бродячих комедиантов танцевали Антуан Поль, Фанни Биас и Лиз Нобле. 6 сентября 1822 года в балете дебютировала Амели Легалуа.

«Клари» — последняя постановка Милона на сцене парижской Оперы. Хотя спектакль был одним из самых популярных балетов хореографа наряду с «Ниной» (1813) и «Карнавалом в Венеции» (1816), впоследствии директор Оперы Луи Верон в своих мемуарах утверждал, что финансового успеха он не имел: 
…балеты, воспроизводящие действие драмы, не могут рассчитывать на большой успех. Я обследовал выручку, которую давали прежние постановки, и увидел, что наиболее успешными из балетов были «Сети Вулкана» и «Флора и Зефир». Балеты «Клари», «Альфред Великий», «Манон Леско» и «Сомнамбула», говоря языком театра, никогда не делали денег. Зритель требует в балете прежде всего разнообразной и захватывающей музыки, новых и занятных костюмов, контрастных декораций, неожиданностей, чистых перемен, действия простого, лёгкого и понятного, но такого, где танец естественно вытекал бы из ситуаций.

## Последующие произведения
- В 1828 году Фроманталь Галеви сочинил одноимённую трёхактную оперу[англ.] по этому сюжету на либретто Пьетро Джанноне. Премьера состоялась 19 декабря в Париже, в Театре итальянской комедии, главную партию исполнила Мария Малибран. Спектакль выдержал всего 6 представлений.
- В 1831 году балетмейстер Огюст Пуаро поставил балет Милона в Санкт-Петербурге, в Большом театре.